# Santiago Fernández Mosquera

## Biografía
Santiago Fernández Mosquera (Santiago de Compostela, 1960) es Doctor en Filología Hispánica por la Universidad de Santiago de Compostela, en la que ejerce como Catedrático de Literatura Española. Sus investigaciones se centran en la literatura del Siglo de Oro. Ha publicado trabajos sobre la obra de Cervantes, Quevedo y Calderón de la Barca. Desde 2017 coordina el Grupo de Investigación Calderón (GIC), en el que se llevan a cabo proyectos relacionados con el Patrimonio Teatral Clásico Español.
Ha sido profesor visitante en diversas universidades, como la Universidad de Toulouse-Le Mirail, la Universidad de Poitiers, la Universidad de Nankín, la Universidad de Teherán, la Universidad de Münster y la Universidad de Chicago. 
Desde 2011 ha ocupado los cargos de subdirector y director de la Cátedra Inditex de Lengua y Cultura Española en la Universidad de Daca.
En 2014 fue nombrado Vicepresidente de la Asociación Internacional del Siglo de Oro (AISO), que pasó a presidir en 2017. Desde 2020 es Presidente de Honor.
Pertenece al consejo editorial de revistas como La Perinola, de la que es secretario fundador, y Anuario calderoniano, entre otras. 
Es aficionado a la fotografía y ha publicado Las tierras escondidas. Exposición fotográfica (Assam y Arunachal Pradesh, India) Fotografía de Santiago Fernández Mosquera y Salvador Arellano, 2008-2009 con exposiciones en el Museu Nacional Soares dos Reis, Universidad de Navarra, Instituto Castellano y Leonés de la Lengua, Universidade de Santiago de Compostela. 
En 2021 expuso “Dez anos en Daca”, USC, Colexio de Fonseca, de junio a septiembre de 2021, con la publicación acompañante Diez años en Daca, Cátedra Inditex de Lengua y cultura españolas, 2021.

## Publicaciones destacadas
- La poesía amorosa de Quevedo. Disposición y estilo desde "Canta sola a Lisi", Madrid, Editorial Gredos, 1999.
- Quevedo: reescritura e intertextualidad, Madrid, Biblioteca Nueva, 2005.
- La tormenta en el Siglo de Oro. Variaciones funcionales de un tópico, Madrid – Frankfurt am Main, Iberoamericana Vervuert, 2006.
- Calderón: textos, reescritura, significado y representación, Madrid – Frankfurt am Main, Iberoamericana Vervuert, 2015.

## Trabajos fotográficos
- Las tierras escondidas. The Hidden Lands (Arunachal Pradesh, India), fotografías de Santiago Fernández Mosquera y Salvador Arellano, textos de Ignacio Arellano y Jesús Losada, Salamanca, Editorial CELYA, 2009.
- Exposición fotográfica “Swagatam”, Santiago Fernández Mosquera y Salvador Arellano, Instituto Cervantes, Delhi (India), noviembre de 2010.
- Exposición “Dez anos en Daca”, USC, Colexio de Fonseca, de junio a septiembre de 2021. Libro Diez años en Daca, Cátedra Inditex de Lengua y cultura españolas, 2021.